# Kopparbladssläktet
Kopparbladssläktet (Episcia) är ett släkte i familjen gloxiniaväxter med ungefär åtta arter. De kommer ursprungligen från tropiska områden i Central- och Sydamerika, men de odlas som prydnads- och krukväxter och i varmare områden är det inte ovanligt att de spridit sig ut i naturen.
Kopparbladssläktet innehåller städsegröna, fleråriga örter. Bladen har vanligen tydliga mönster och detta är kanske den största anledningen till växternas popularitet som krukväxter. Blommorna har femflikig krona och är oftast röda, men även orange, rosa eller gula blommor förekommer.
Det har tagits fram ett otal  sorter och hybrider av Episcia, framför allt genom urval och korsningar mellan arterna kopparblad (E. cupreata) och revkopparblad (E. reptans).
Före 1978 ingick många fler arter i släktet, men alla utom de nuvarande åtta avskiljdes då till de självständiga släktena Paradrymonia, Chrysothemis, Nautilocalyx och Alsobia. Nyare genetisk forskning stöder denna uppdelning.

## Odling
Episcia-arterna passar bra att odla i ampel. De måste ha en ljus växtplats för att blomma, men inte direkt solljus. Hög luftfuktighet och konstant värme krävs, liksom att jorden alltid måste hållas fuktig men inte alltför blöt. Förökning sker genom sticklingar eller avläggare eller genom delning.